# Васил Настев
Васил Настев е български поет, журналист и публицист.

## Биография
Роден на 16 юли 1959 г. в София. Завършва българска филология в Пловдивския университет „Паисий Хилендарски“. Съсобственик и съиздател на първото частно издание в България след 10 ноември 1989 г. – „Шут“, както и на списание „Графити“. Главен редактор на вестник „Кураж“ - вестник, посветен на хората в неравностойно положение. Автор на три стихосбирки.
Диагностициран с Болестта на Паркинсон (БП) на 27-годишна възраст. По-късно става съосновател и председател на Сдружение за достоен живот на паркинсониците в България, основава печатния му орган – списание „Сетива“, което се разпространява безплатно и е насочено към страдащите от Паркинсон, техните близки и лекуващите ги професионалисти. 
Васил Настев взима активно участие в протестите срещу лекарствения списък на Национална здравноосигурителна каса (НЗОК), влязъл в сила на 1 септември 2006 г., който предвижда промени в реимбурсирането на редица медикаменти, сред които и допаминовите агонисти, прилагани при терапията на БП.

## Стихосбирки
- „Молитва преди лягане“ (1990)
- „Походка на цвете“ (1999)
- „Птици фалират“ (2009)